# Shahryar
Schahryar oder auch Schahrjār (bzw. Schehriar, persisch شهريار, DMG Šahryār, englisch Shahryar) ist ein männlicher persischer Vorname. In wörtlicher Übersetzung bedeutet er „Freund der Stadt“, auch „Freund des Reiches“ (aus شهر, DMG šahr, ‚Stadt, Reich‘ und يار, DMG yār, ‚Freund, Helfer‘) und ist Synonym für „König, Herrscher“. In der Literatur taucht der Name unter anderem in der Geschichte von 1001 Nacht auf.
Andere Schreibweisen für Schahryar sind: Schahriar oder Schahriyar. In der Geschichte von 1001 Nacht ist Schahriyâr der fiktive Sassaniden-König, der sich von Scheherazade Geschichten erzählen lässt.

## Namensträger
- Schahryar, aserbaidschanisch-iranischer Dichter
- Shahryar, indischer Urdu-Dichter